# Hot-dog
Pour les articles homonymes, voir Hot Dog (homonymie).
Un hot-dog, hotdog ou hot dog, parfois appelé chien-chaud au Québec, est un type de sandwich composé d'un pain allongé (souvent brioché) fourré d'une saucisse cuite. La saucisse est une saucisse de Francfort ou une saucisse de Vienne. Elle est accompagnée de divers ingrédients et condiments très variés comme de la moutarde, du ketchup, de la relish, des oignons, et toutes sortes de sauces (mayonnaise, barbecue, chutney…).
« Hot-dog » désignait à l'origine uniquement la saucisse, puis, par extension, l'ensemble du sandwich.

## Ingrédients
La saucisse à hot-dog industrielle est composée de viande de bœuf, porc, dinde, poulet ou veau, d'eau, et de gras. Aux États-Unis, la réglementation limite à 30 % maximum le pourcentage de gras et à 10 % la proportion d'eau, quel que soit le type de viande utilisé. Si l'indication « 100 % boeuf », « 100 % pur porc » ou « 100 % poulet », par exemple, n'apparait pas, on peut trouver plusieurs types de viandes en diverses proportions dans une même saucisse, en fonction des prix du marché. Il en existe également à base de légumes ou bien même de tofu,.
On trouve dans sa composition du sel et des épices, de même que des nitrites. Le type de pain utilisé varie d'un pays à l'autre, tout comme les sauces et condiments (moutarde, ketchup, sauce piquante, etc.) ou les compléments (fromage fondu, oignons, haricots rouges, choucroute, coleslaw, relish, etc.) qui accompagnent le sandwich.
La saucisse peut être grillée ou simplement bouillie, voire frite.

## Historique

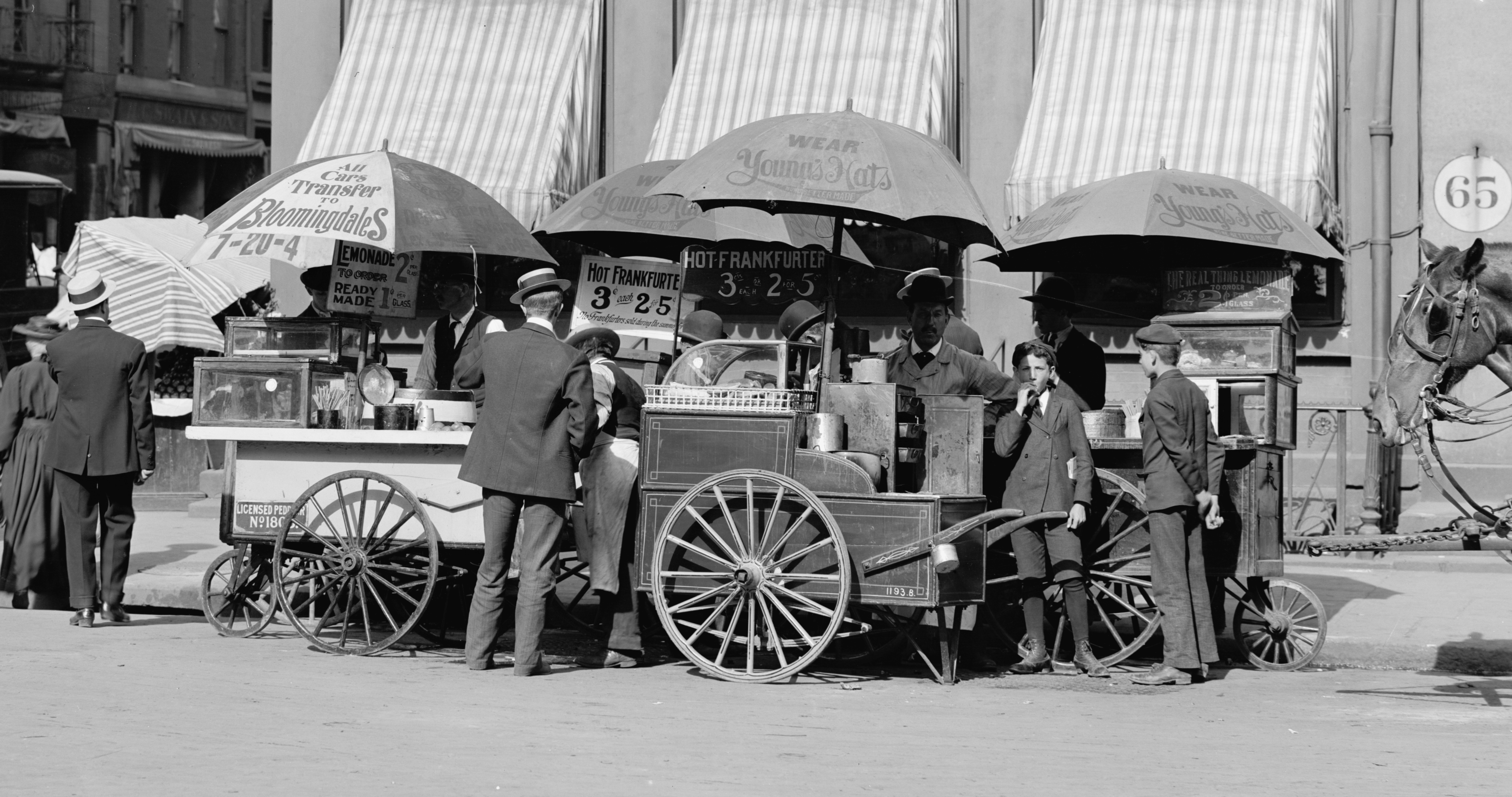
Un chariot de vente de hot-dogs à New York en 1906.

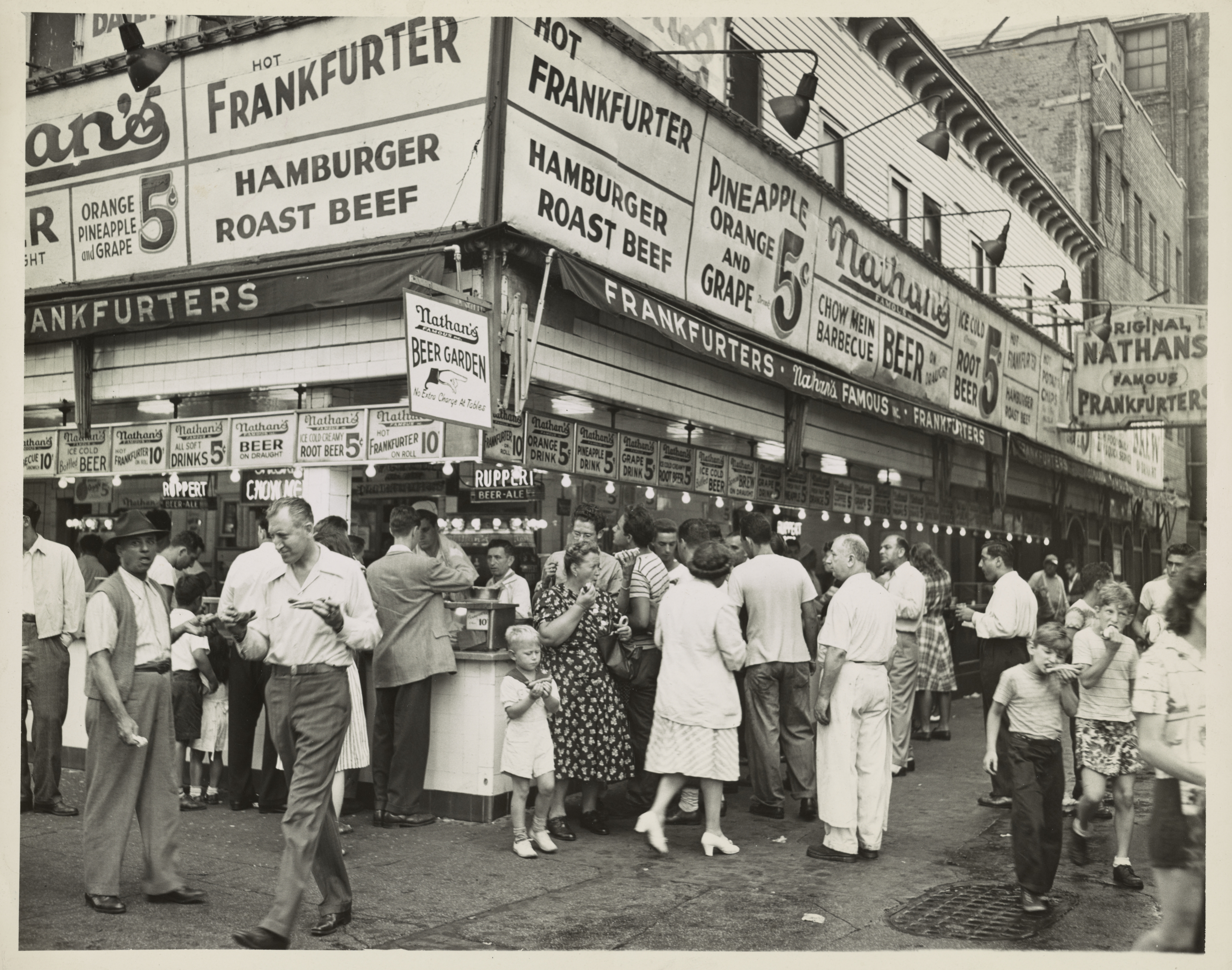
Un stand Nathan's en 1947.

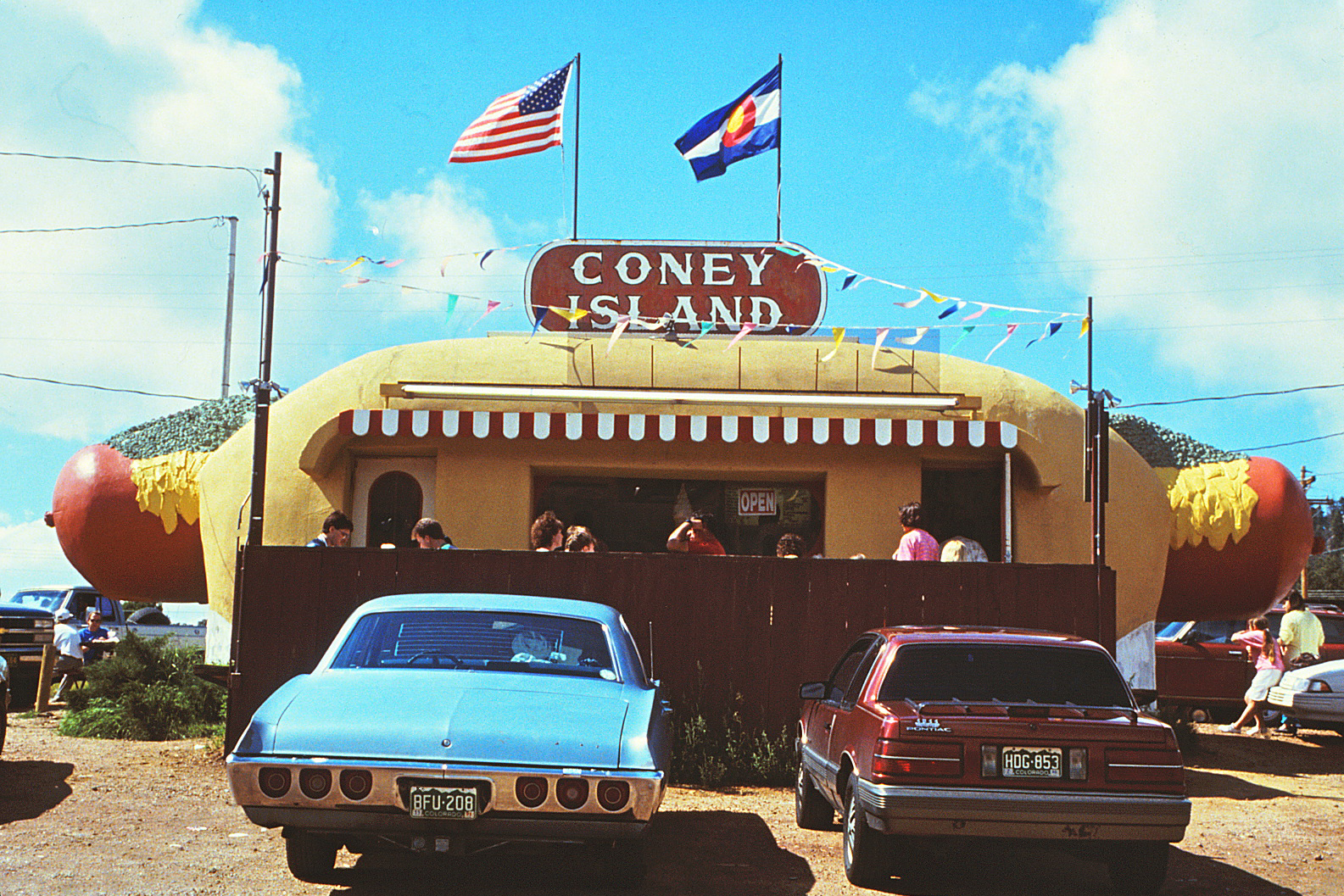
Un restaurant de hot-dogs Coney Island dans le Colorado (1991).

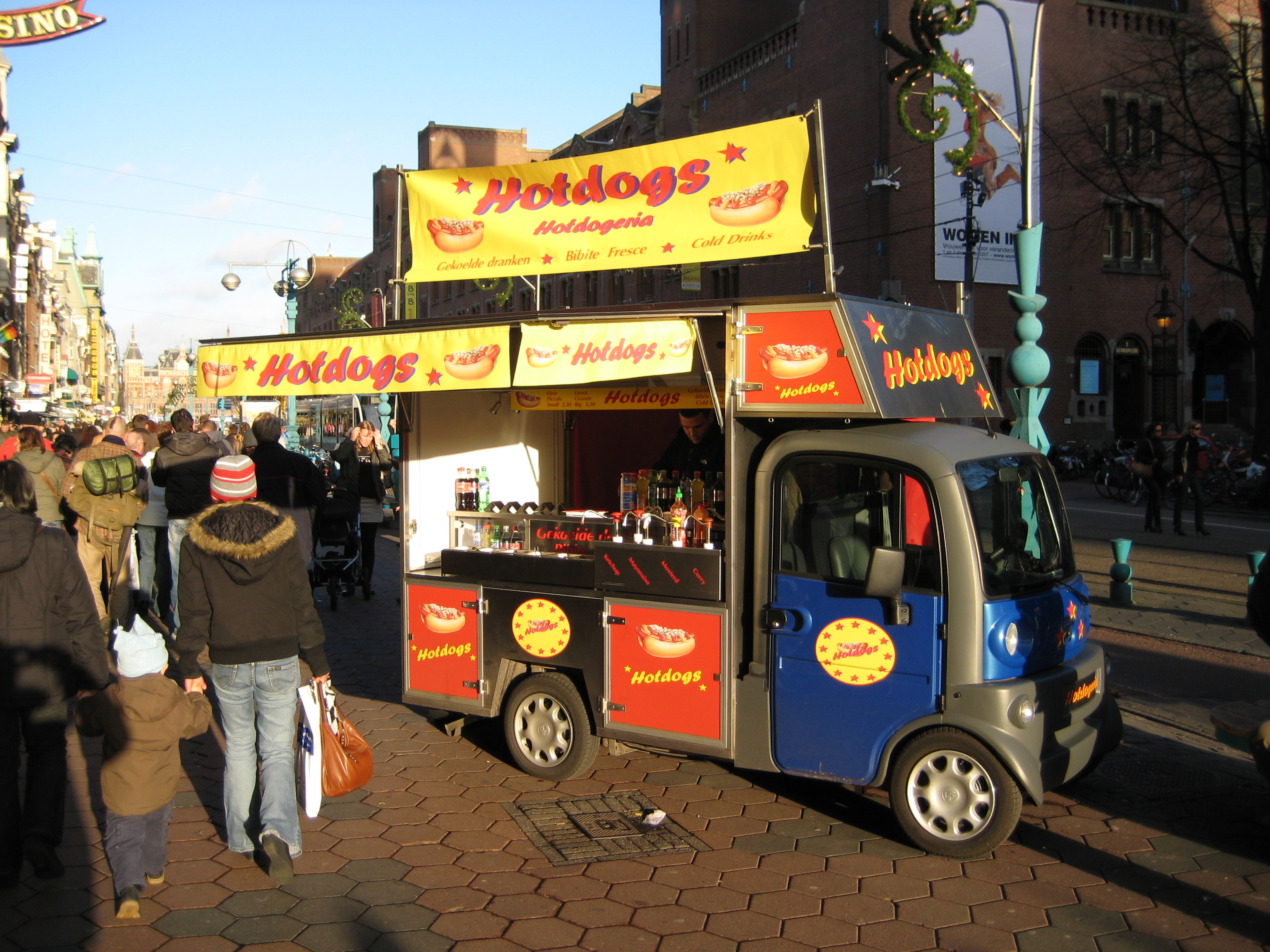
Vendeur de hot-dogs à Amsterdam.

S'il est très difficile de déterminer l'origine exacte du sandwich, on sait que la recette de la saucisse de Francfort (frankfurter) a été apportée aux États-Unis par les immigrants allemands.
L'origine la plus probable est Charles L. Feltman (en), un immigrant allemand, boulanger à Brooklyn (New York), qui a eu en 1867 l'idée de faire fabriquer un chariot mobile lui permettant de griller des saucisses qu'il servait dans un pain (également réchauffé) à Coney Island. En 1871, il y loue une parcelle de terrain pour ouvrir son premier restaurant, le Feltman's Ocean Pavilion. À sa mort, en 1910, Feltman servait jusqu'à 40 000 hot-dogs par jour (appelés « red hots »), dans ses neuf restaurants, et possédait un cinéma en plein air, un hôtel et divers pavillons, des manèges et un roller coaster. Ses deux fils prendront sa succession, et en 1920, alors que l'entreprise emploie plus de 1 000 personnes, le Feltman's est considéré comme le plus grand restaurant du monde.
En 1916, un employé des Feltman, Nathan Handwerker (en), lui-même immigrant polonais, ouvre un petit stand de hot-dogs à quelques blocks de distance et va concurrencer ses ex-employeurs jusqu'à devenir, avec ses restaurants Nathan's Famous, le leader incontesté du hot-dog aux États-Unis. De leur côté, les Feltman, qui ont connu des difficultés pendant la Grande Dépression, vendront l'affaire familiale dans les années 1940 et celle-ci fermera ses portes définitivement en 1954.

## Étymologie
Le terme « dog » est utilisé, en anglais, comme synonyme de « saucisse », depuis 1886, et les allégations voulant que les fabricants de saucisses utilisent de la viande de chien datent d'au moins 1845.
Selon une légende, le terme « hot dog », en référence à la saucisse, aurait été créé par le caricaturiste Thomas A. Dorgan, vers 1900, dans une caricature rapportant la vente de hot-dogs pendant une partie de baseball des Giants de New York, au Polo Grounds. Cependant, la première utilisation de « hot-dog » faite par Dorgan ne faisait pas référence à cette partie de baseball au Polo Grounds, mais bien à une course à vélo au Madison Square Garden, dans le New York Evening Journal, du 12 décembre 1906, époque à laquelle le terme « hot-dog » était déjà utilisé pour parler de la saucisse,. De plus, aucune copie de la caricature en question n'a jamais été trouvée.
La première utilisation de « hot dog » faisant clairement référence à la saucisse est apparue dans le Knoxville Journal (Tennessee) du 28 septembre 1893 :

« C'était tellement frais hier soir que l'apparition de manteaux était généralisée, et les poêles et les grilles étaient de nouveau agréables à utiliser. Même les vendeurs de saucisses commençaient à préparer les « hot-dogs » pour être prêts à les vendre samedi soir. »

— « The[y] Wore Overcoats », The Knoxville Journal, 28 septembre 1893,.
Une autre des premières utilisations du terme « hot dog » désignant la saucisse est apparue dans la quatrième page du Yale Record, le 19 octobre 1895 : « Satisfaits, ils ont mastiqué des hot-dogs durant tout le service. »
En Australie, la saucisse de hot-dog frite dans une pâte à beignet et sur un bâton, est connue sous le nom de « Dagwood Dog », « Pluto Pup » ou « Dippy Dog », selon la région. En Nouvelle Zélande, il est appelé « hot dog » tandis que le Hot-dog que nous connaissons est désigné sous le nom d'« American hot-dog ». Au Japon, on l'appelle « American dog », sauf à Hokkaido ou Osaka, où il est servi saupoudré de sucre et devient alors un « french dog  » ; dans le cas d'Hokkaido, il peut aussi être composé à partir d'une saucisse de poisson.

## Autres appellations
- Chien-chaud : au Canada français, il est encore possible de trouver le terme « chien-chaud », traduction littérale du terme hot-dog, mais son utilisation tend à disparaître. Bien que calqué de l'anglais, l’Office québécois de la langue française n’a pas condamné ce terme[16]. On retrouve également ce type de traductions du terme dans d'autres langues, notamment avec le  perrito caliente, en espagnol, le cachorro-quente, en portugais et le re gou, en chinois.
- Roteux : québécisme familier. Ce terme n'est pas attesté par l’Office québécois de la langue française.

## Variantes
Il existe de nombreuses variantes de hot-dog, association d'un pain entourant une saucisse chaude et garni de divers éléments :
- hot-dog Michigan : saucisse de Francfort servie dans un pain brioché, de type bun, de forme allongée avec de la sauce tomate ;
- hot-dog de Montréal au coleslaw ;
- hot-dog de Chicago : saucisse de Francfort pur bœuf servie dans un pain aux graines de pavot avec cornichons et condiments ;
- chili-dog (ou Coney Island hot dog (en), simplement appelé coney, dans la région de Détroit) : sauce chili, oignons, et moutarde ;
- hot-dog de café-bar français : saucisse de Strasbourg servie dans du pain baguette, avec du gruyère râpé trempé dans du lait, le tout gratiné au four ;
- hot-dog européen : saucisse européenne servie dans du pain baguette, avec de la choucroute ;
  - pain saucisse (Belgique) : même chose sans la choucroute
- pogo : saucisse sur bâtonnet enrobée de pâte à pain frite.
- bagel dog (en) : originaire de new York est une saucisse grandeur nature ou miniature enveloppée dans une panure de type bagel avant ou après cuisson.
- Dodger dog (en) : hot-dog nommé d'après la franchise de la Ligue majeure de baseball la crées, les Dodgers de Los Angeles. Il s'agit d'une saucisse de porc de 25 cm, enveloppée dans un pain vapeur.
- danger dog (en) : hot-dog enrobé de bacon et frit. Il est servi sur un pain à hot-dog avec diverses garnitures. Également connu sous le nom de hot-dog enrobé de bacon, Son origine se situe à Tijuana, ou à Hermosillo.
- white hot (en) : originaire principalement dans la région de Rochester (État de New York), ainsi que dans d'autres parties de l'ouest et du centre de l'État de New York. Il est composé d'une combinaison de porc, de bœuf et de veau non fumés et non salés, l'absence de fumage ou de salaison permet à la viande de conserver une couleur blanche naturelle. généralement de la moutarde et d'autres épices, et comprennent souvent un composant laitier.
- Sonoran hot dog (en) : originaire d'Hermosillo (Sonora), est un hot-dog enveloppé dans du bacon fumé au mesquite, cuit sur un gril ou sur une plaque chauffante ou un comal, puis garni de haricots pinto, d'oignons, de tomates, de mayonnaise, de moutarde et de salsa ou de sauce jalapeño, et servi sur un petit pain bolillo, souvent accompagné d'un piment fraîchement rôti.
- vegetarian hot dog (en) : hot-dog entièrement fabriqué à partir de produits sans viande. Contrairement aux saucisses maison traditionnelles, l'enveloppe n'est pas constituée d'intestin, mais de cellulose ou d'autres ingrédients végétaux. La garniture est généralement à base de protéines de soja, de gluten de blé ou de protéines de pois.

Depuis quelques années le hot-dog s'est popularisé dans certains pays musulmans à partir de viande certifiée halal, plus particulièrement en Asie du Sud-Est. On le trouve depuis peu au Maroc, fait à partir de saucisse à base de viande d'agneau et de pain matlou.

## Galerie

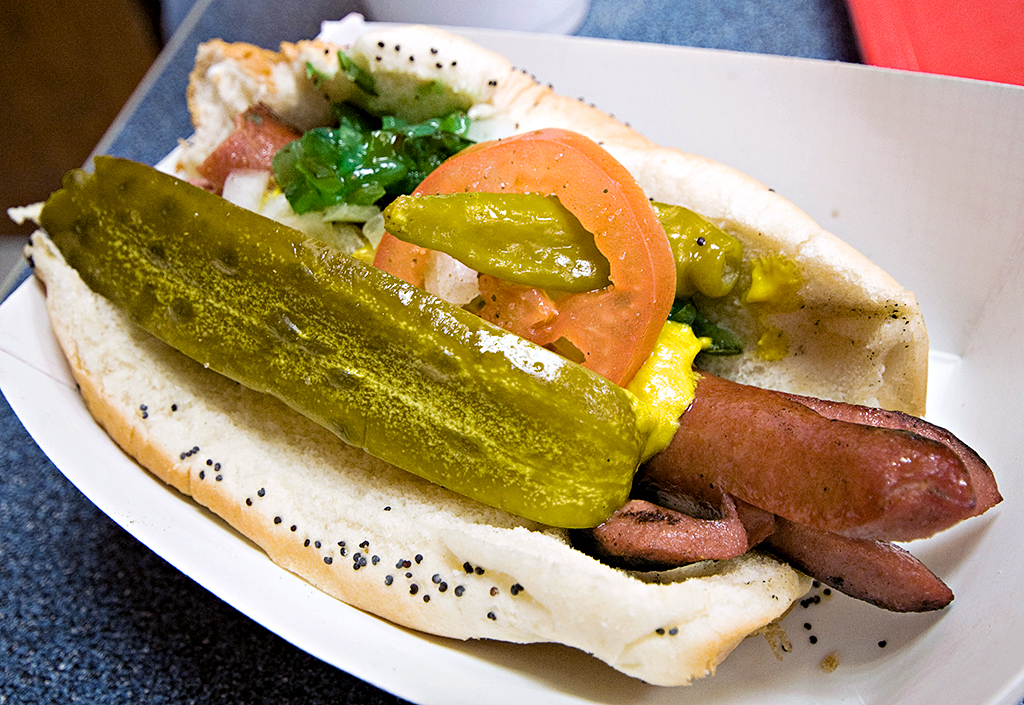
Un Chicago hot-dog.
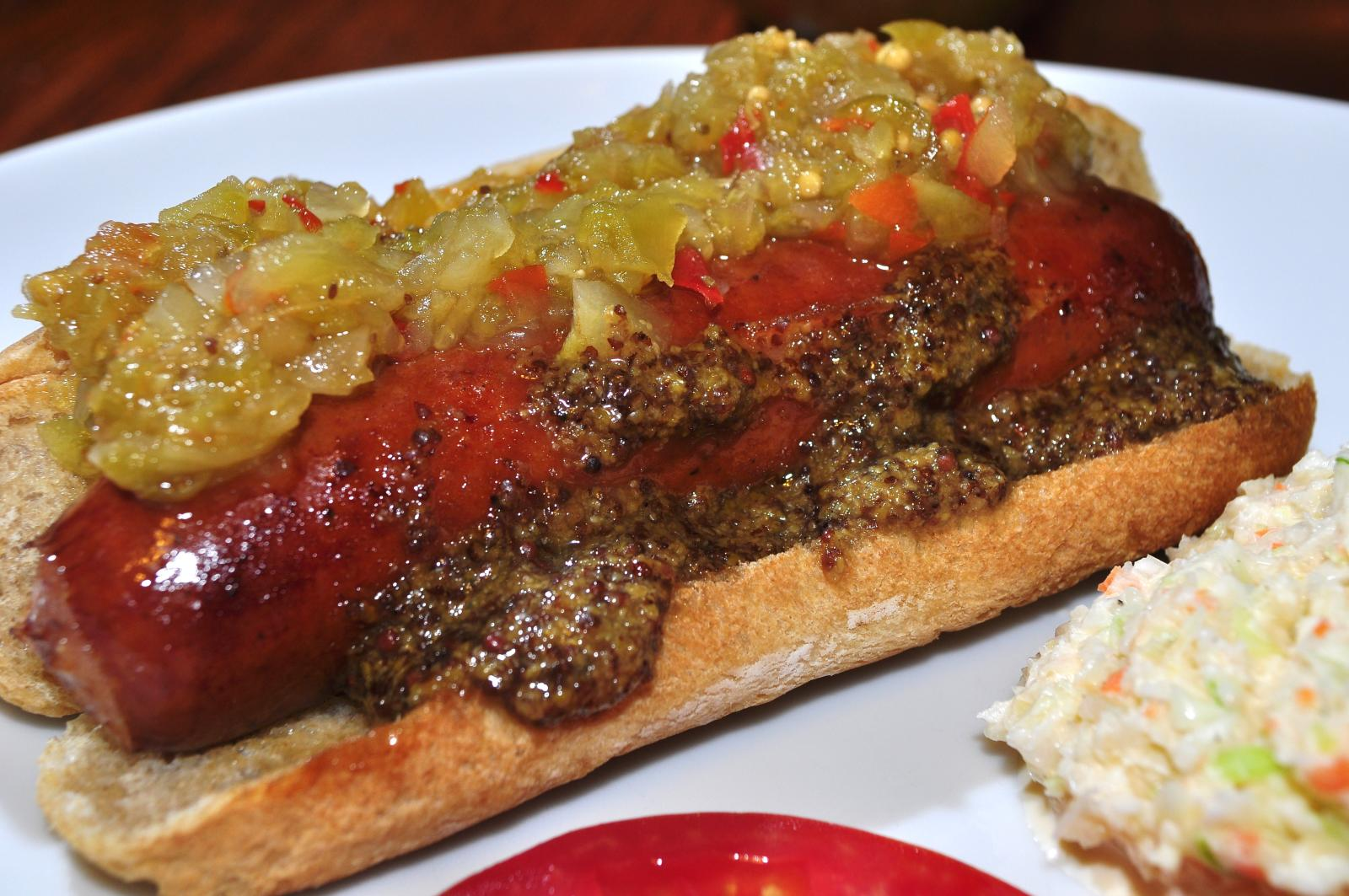
Hot-dog avec relish de tomate verte.
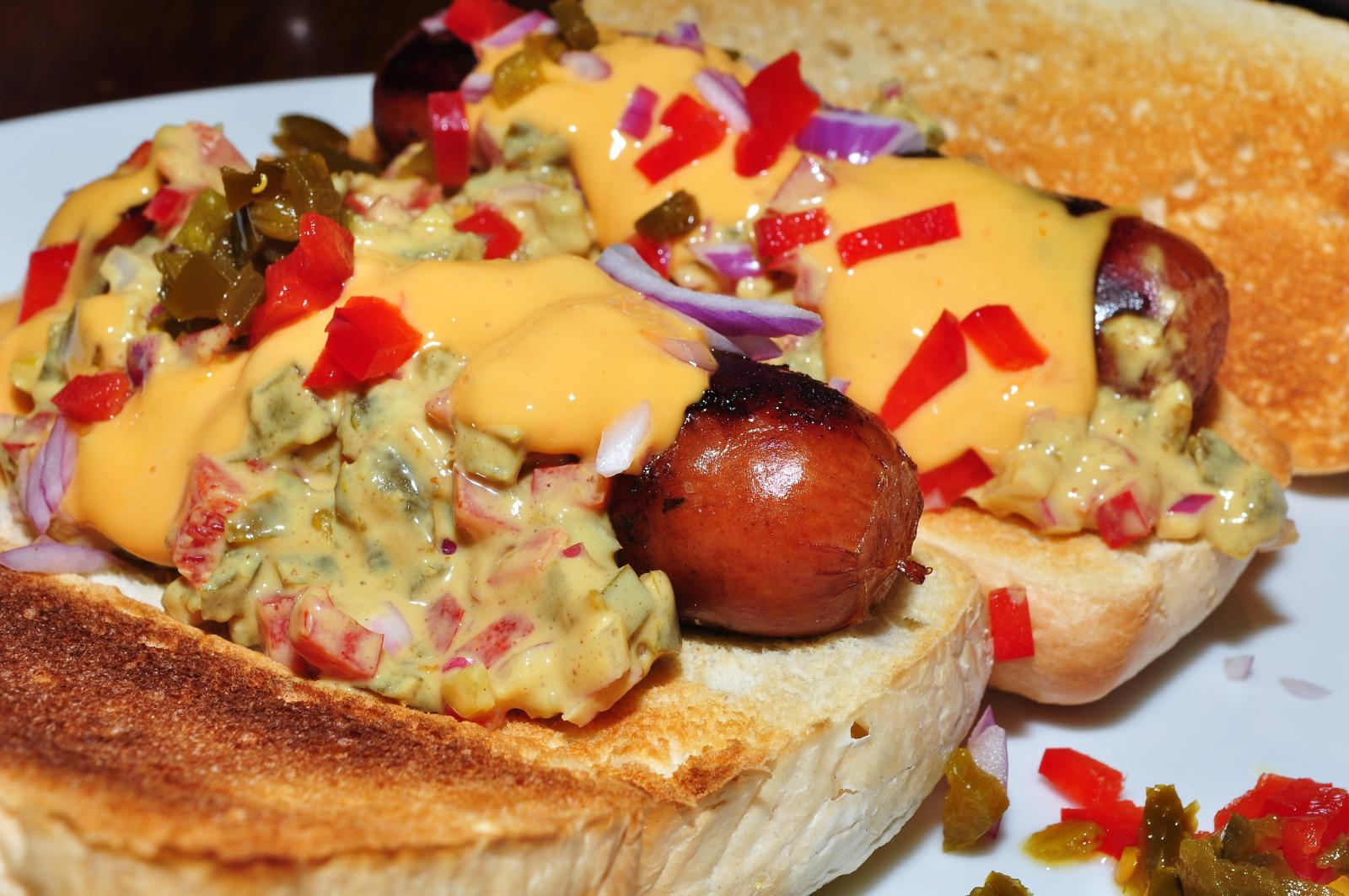
Hot-dogs avec relish et fromage.
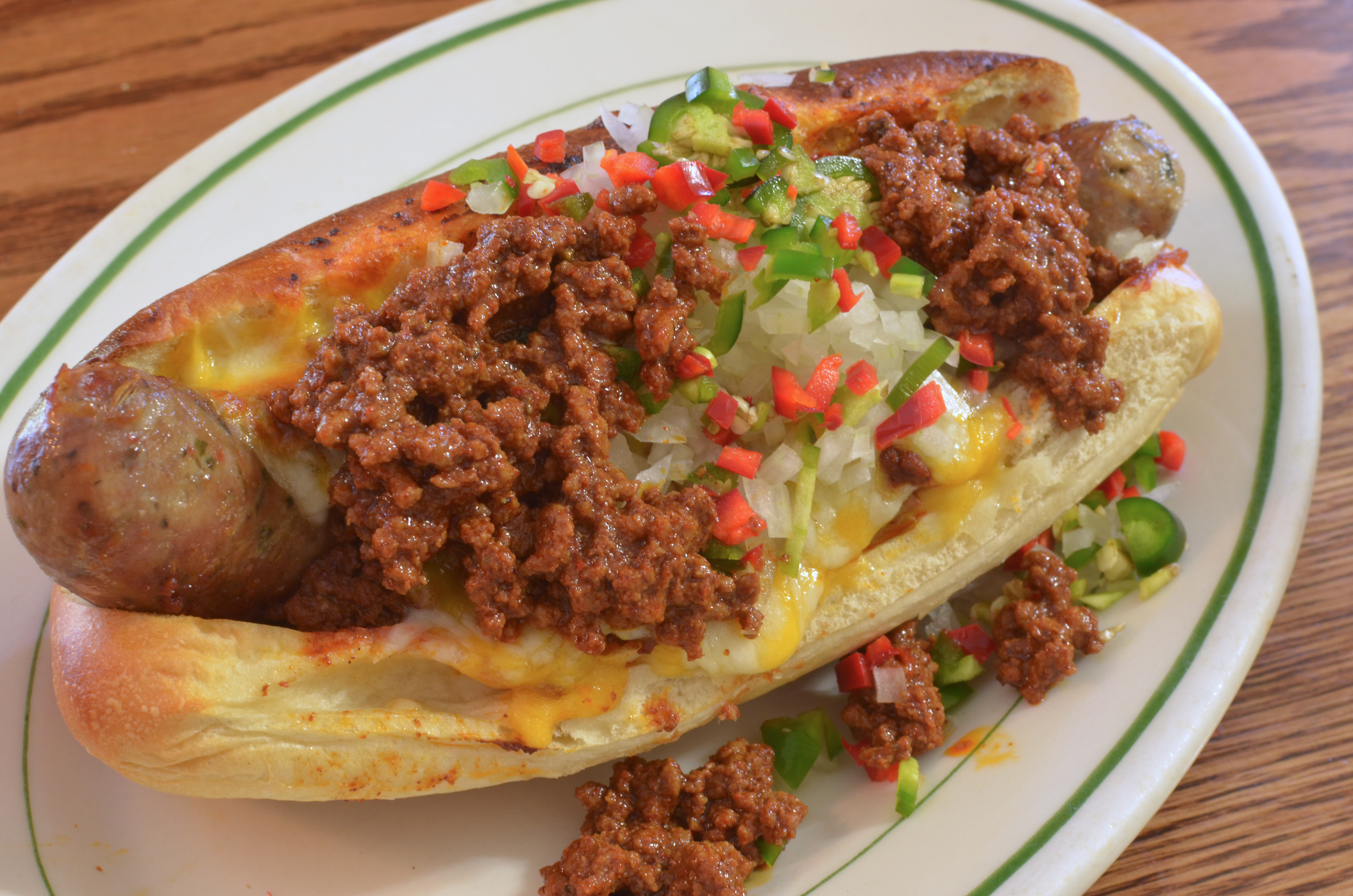
Hot-dog au chili.
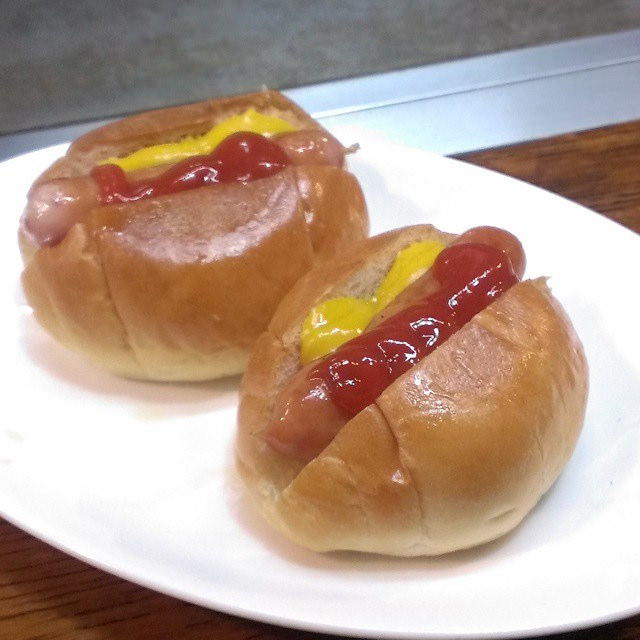
Hot-dogs japonais.
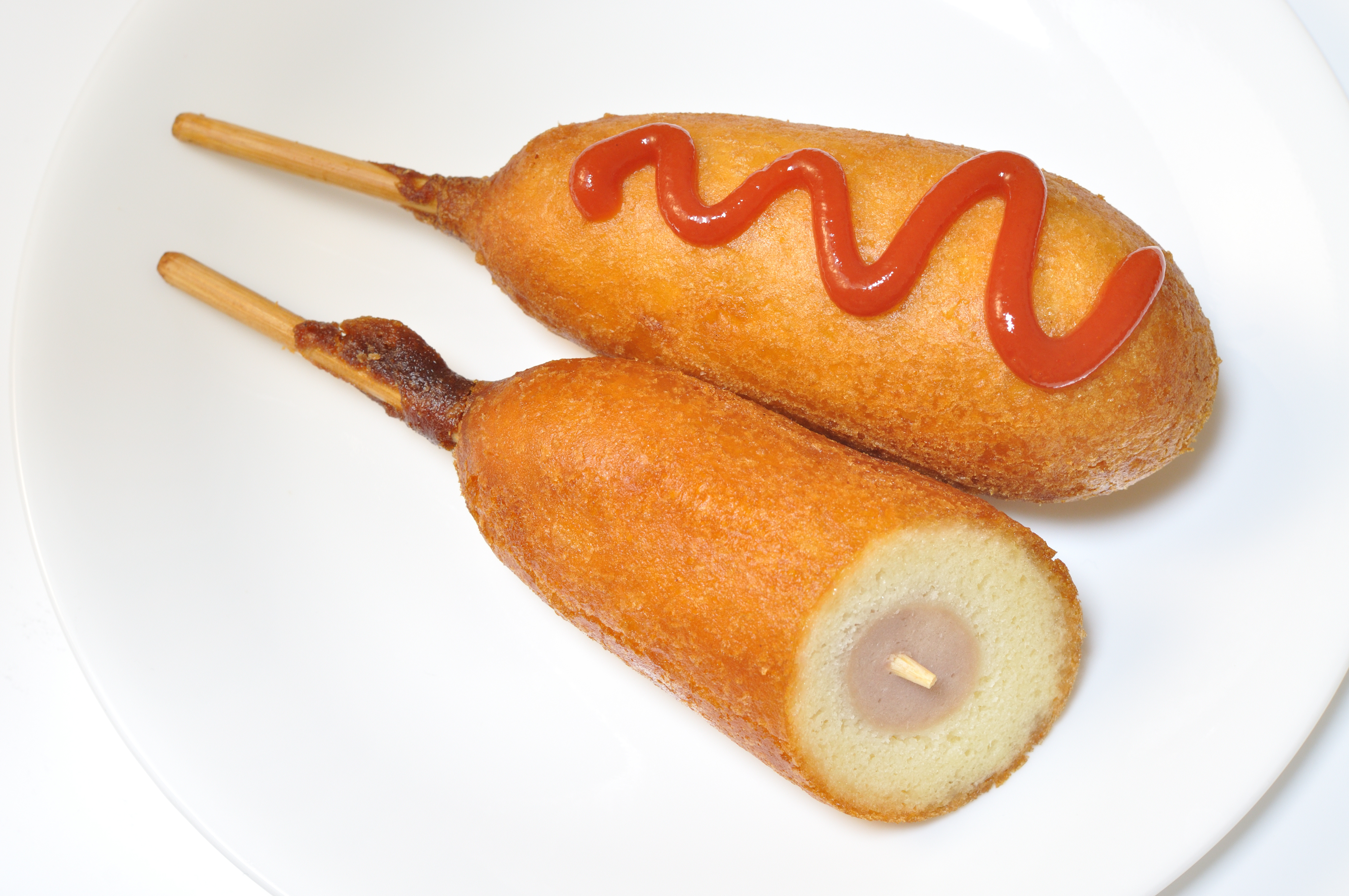
Pogos à la pâte de maïs, ou corn dogs, au Japon.
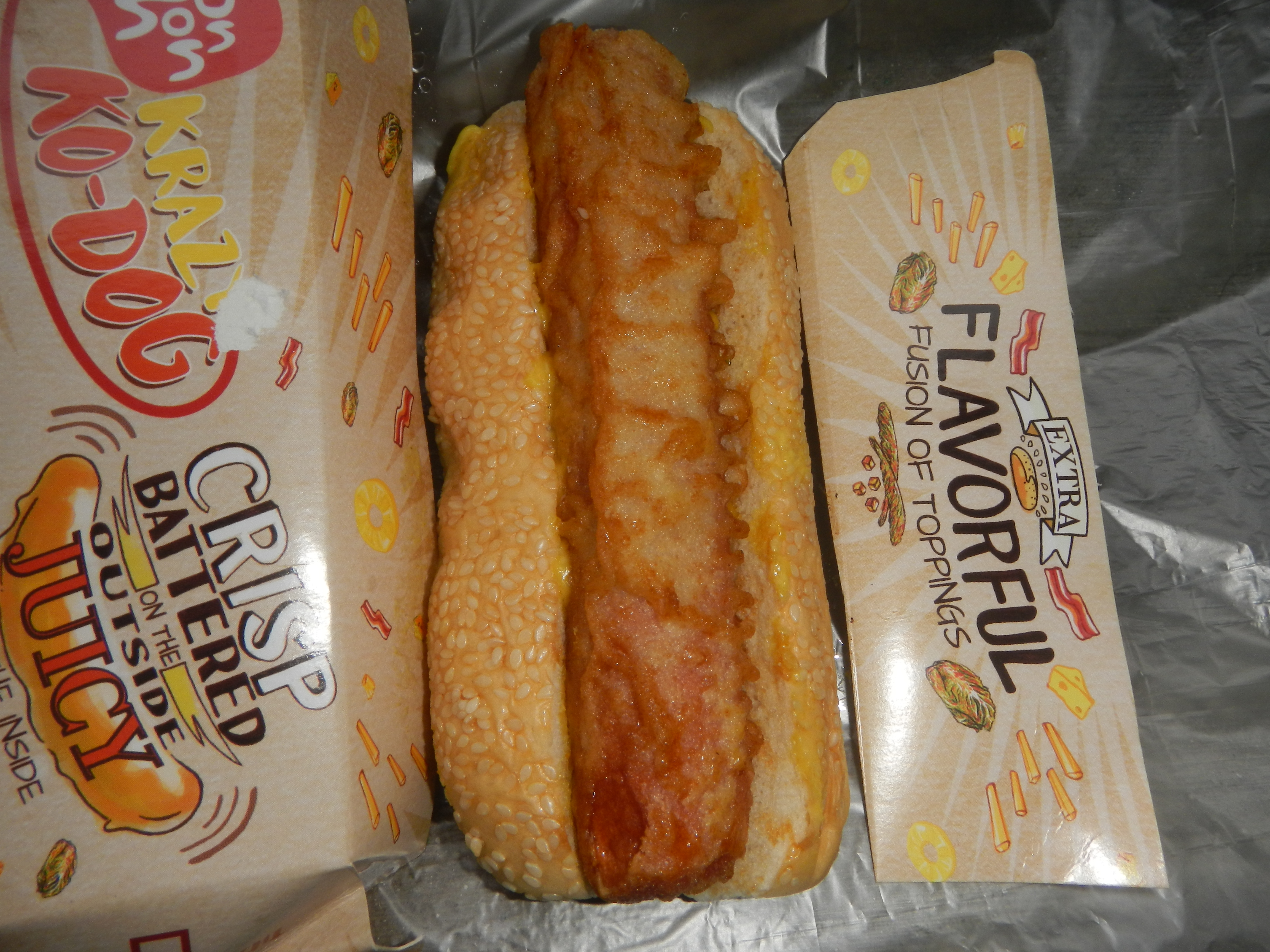
Hot-dog frit philippin.

## Dans la culture
En 1964, le peintre Roy Lichtenstein a réalisé une œuvre intitulée Hot Dog (Food and Drink), dont un exemplaire, sous forme de tôle d'acier émaillée, a été acquis par le centre Pompidou en 1989.